# Jeutendorf (Herrschaft)
Die Herrschaft Jeutendorf war eine Grundherrschaft im Viertel ober dem Wienerwald im Erzherzogtum Österreich unter der Enns, dem heutigen Niederösterreich.

## Ausdehnung
Die Herrschaft umfasste zuletzt die Ortsobrigkeit über Jeutendorf, Fuchsberg und Oberwolfsbach. Der Sitz der Verwaltung befand sich in Jeutendorf.

## Geschichte
Der letzte Inhaber war der in Jeutendorf wohnende Privatmann James De Jongh. Die Herrschaft wurde nach den Reformen 1848/1849 aufgelöst.